# یانگ ژن
یانگ ژن (انگلیسی: Yang Zhen؛ زادهٔ ۲۶ سپتامبر ۱۹۶۷) شمشیرباز اهل چین بود. وی در بازی‌های المپیک تابستانی ۱۹۹۲ شرکت کرده‌است.